# Erucastrum nasturtiifolium subsp. nasturtiifolium
Erucastrum nasturtiifolium subsp. nasturtiifolium é uma subespécie de planta com flor pertencente à família Brassicaceae. 
A autoridade científica da subespécie é (Poir.) O.E. Schulz, tendo sido publicada em Bot. Jahrb. Syst. 119: 56 (1916).

## Portugal
Trata-se de uma subespécie presente no território português, nomeadamente em Portugal Continental.
Em termos de naturalidade é nativa da região atrás indicada.

## Protecção
Não se encontra protegida por legislação portuguesa ou da Comunidade Europeia.